# Roman Bilinski
Roman Henio Piers Bilinski (Lechlade, 4 de março de 2004) é um automobilista britânico-polonês que atualmente compete no Campeonato de Fórmula 3 da FIA pela equipe Rodin Motorsport. Ele foi campeão do Campeonato de Fórmula Regional da Oceania em 2024.

## Carreira

### Campeonato GB3
Bilinski mudou-se para o Campeonato GB3 substituindo Frederick Lubin, que estava enfrentando problemas de saúde, na equipe Arden International.

### Fórmula Regional
Para 2022, Bilinski subiu para o Campeonato de Fórmula Regional Europeia para a temporada de 2022 com a equipe Trident. Ele teve dois pontos na temporada, sendo um deles seu primeiro pódio na categoria na primeira corrida de Hungaroring, Bilinski terminou o campeonato em 18º com dezessete pontos.
Bilinski foi contratado pela Trident para a disputa da temporada de 2023. Ele marcou 23 pontos e terminou em 21º na classificação do campeonato.
No início de 2024, Bilinski fez sua estreia no Campeonato de Fórmula Regional da Oceania com a equipe M2 Competition. Ele terminou a temporada como campeão, com seis vitórias e mais seis pódios. Para sua campanha principal, Bilinski permaneceu com a Trident pela terceira temporada consecutiva no Campeonato de Fórmula Regional Europeia de 2024. Ele conquistou sua primeira pole position na categoria em Spa-Francorchamps e mais tarde terminaria em segundo, dando-lhe seu primeiro pódio de sua campanha. Infelizmente para Bilinski, ele foi hospitalizado em um acidente de trânsito pouco antes da rodada de Zandvoort e foi forçado a se retirar do evento. Bilinski revelou posteriormente que havia passado por uma cirurgia para consertar duas vértebras quebradas no acidente de trânsito, forçando-o a se afastar das corridas naquele momento.

### Fórmula 3
Após três anos na Fórmula Regional, Bilinski foi promovido para o Campeonato de Fórmula 3 da FIA em 2025, juntando-se a equipe Rodin Motorsport ao lado dos campeões do Campeonato GB3, Callum Voisin e Louis Sharp.